# Darnków
Darnków (deutsch: Dörnikau), tschechisch Drnkov ist ein Ort in der Landgemeinde Lewin Kłodzki (Lewin) im Powiat Kłodzki der Woiwodschaft Niederschlesien in Polen. Es liegt sieben Kilometer nordwestlich von Duszniki-Zdrój (Bad Reinerz).

## Geographie
Darnków liegt in den südlichen Ausläufern des Heuscheuergebirges. Es wird über eine Landstraße erreicht, die bei Jeleniów (Gellenau) von der Europastraße 67 abzweigt. Nachbarorte sind das nicht mehr existierende Łężno (Friedrichsberg) im Nordosten, Łężyce (Friedersdorf) im Südosten, Gołaczów (Hallatsch) und das wüste Żyznów (Tschischney) im Süden und Jerzykowice Wielkie (Großgeorgsdorf) im Südwesten.

## Geschichte
„Drnkow“ gehörte ursprünglich zur böhmischen Herrschaft Nachod und wurde erstmals urkundlich 1477 erwähnt. Damals gliederte Herzog Heinrich d. Ä., dem seit 1472 die Herrschaften Nachod und Hummel sowie die Grafschaft Glatz gehörten, das gesamte Kirchspiel der Lewiner Pfarrkirche St. Michael, zu dem Dörnikau gehörte, in die Herrschaft Hummel und diese im selben Jahr in seine Grafschaft Glatz ein. 1561 erwarb der böhmische Landesherr Teile der Herrschaft Hummel. Auch nach deren Auflösung 1595 blieben die zugehörigen Ortschaften im Besitz der königlichen Kammer. Es liegt in einem engen Tal, in das die Bewohner der Umgebung in den Hussitenkriegen und im Dreißigjährigen Krieg flüchteten.
Nach dem Ersten Schlesischen Krieg 1742 und endgültig nach dem Hubertusburger Frieden 1763 fiel es zusammen mit der Grafschaft Glatz an Preußen. 1793 bestand es aus 94 Einwohnern, die in 17 Häusern lebten. Ende des 18. Jahrhunderts entstand eine Glasschleiferei, in der zahlreiche Dorfbewohner Beschäftigung fanden. Nach der Neugliederung Preußens gehörte es seit 1815 zur Provinz Schlesien und war 1816–1945 dem Landkreis Glatz eingegliedert. Es bildete eine eigene Landgemeinde und gehörte zum Amtsbezirk Hallatsch. Die Bevölkerung ernährte sich neben der Landwirtschaft überwiegend von der Hausweberei. Um die Mitte des 19. Jahrhunderts entstanden eine eigene Schule und ein königliches Forstamt. Ende des 19. Jahrhunderts wurde für die Erholungssuchenden und Kurgäste aus den nahen Bädern Kudowa und Reinerz ein Gasthaus errichtet. Mit der Entwicklung des Tourismus verbesserte sich die wirtschaftliche Situation. 1939 wurden 164 Einwohner gezählt.
Als Folge des Zweiten Weltkriegs fiel Dörnikau 1945 wie fast ganz Schlesien an Polen und wurde zunächst in Tarnówka und später in Darnków umbenannt. Die deutsche Bevölkerung wurde weitgehend vertrieben. Die neu angesiedelten Bewohner waren teilweise Zwangsumgesiedelte aus Ostpolen, das an die Sowjetunion gefallen war. Die Einwohnerzahl ging deutlich zurück und betrug in den 1990er Jahren etwa 20 % der Bevölkerung von 1939. Dadurch wurden die meisten Häuser dem Verfall preisgegeben. 1945–1973 gehörte Darnków zur Landgemeinde Jeleniów, danach bis 1976 zur Landgemeinde Lewin Kłodzki, anschließend bis 1998 zur Stadt- und Landgemeinde Kudowa-Zdrój (Bad Kudowa). 1975–1998 war Darnków zur Woiwodschaft Wałbrzych (Waldenburg) zugehörig.

### Kolonie Kessel
Die Kolonie Kessel (tschechisch Kotel) wurde erstmals 1575 als zur Herrschaft Hummel gehörig erwähnt, die seit 1561 dem böhmischen Landesherrn gehörte. Auch nach ihrer Auflösung um 1595 blieben die zugehörigen Orte zunächst im Besitz der königlichen Kammer. Diese verkaufte Kessel, das eine eigene Dorfgemeinde bildete, 1684 dem Besitzer der Herrschaft Rückers, Johann Isaias von Hartig. Anfang des 19. Jahrhunderts bestand es aus einer Mehlmühle und elf Gärtnerstellen.
1945 wurde Kessel in Kociołek umbenannt. Nachfolgend blieben zahlreiche Häuser unbewohnt, wodurch sie dem Verfall preisgegeben wurden. Heute gilt Kociołek als entvölkert und wüst.

## Sehenswürdigkeiten
- Steinerner Wegweiser von 1892
- Buddhistisches Kloster (Tibetisch)